# Peter Schneider (Sportfunktionär)
Peter Schneider (* 1947 in Maasbüll) ist ein deutscher Jiu-Jitsuka und Sportfunktionär.

## Leben
Peter Schneider begann 1968 mit dem Judo und wurde 1972 Übungsleiter im KFUM Flensburg. 1973 erhielt er den 1. Dan. Als Trainer engagierte er sich fortan im KFUM und war Gründungsmitglied der Jiu-Jitsu Union Schleswig-Holstein. Dort engagiert er sich als Landeslehrwart und Prüfer.
Er ist Vorsitzender des Landesfachverbandes für Jiu-Jitsu in Schleswig-Holstein und gehört zudem dem Beirat des
Landessportverbandes Schleswig-Holstein an. Er war maßgeblich an der Kooperation des Landesfachverbands mit dem DJJV beteiligt. 2011 führte die Zusammenarbeit zu einer Fusion der beiden Verbände.
Am 17. September 2005 wurde ihm als erstem Deutschen überhaupt der 8. Dan Jiu-Jitsu verliehen. 2006 erhielt er die Sportverdienstnadel des Landes Schleswig-Holstein.  Am 15. August 2013 folgte der 9. Dan Jiu-Jitsu. Am 21. März 2021 wurde ihm schließlich der 10. DAN Jiu-Jitsu durch den Präsidenten des Deutschen Ju-Jutsu Verbandes verliehen. Er gehört damit heute zu den höchsten Danträgern in Deutschland und zum höchstgraduierten Jiu-Jitsuka von Schleswig-Holstein.

## Privatleben
Peter Schneider, gelernter Handwerker, war als Ausbilder für Selbstverteidigung im Justizvollzugsdienst eingesetzt und unterrichtet heute noch Selbstverteidigungskurse an der Volkshochschule in Flensburg.